# Куровське (Дзержинський район)
Куровське (рос. Куровское) — присілок в Дзержинському районі Калузької області Російської Федерації.
Населення становить 118 осіб. Входить до складу муніципального утворення Село Дворці.

## Історія
Від 2004 року входить до складу муніципального утворення Село Дворці.

## Населення
| 2002 | 2010 |
| ---- | ---- |
| 76   | ↗118 |